# Doleschallia scotina
Doleschallia scotina är en fjärilsart som beskrevs av Hans Fruhstorfer 1912. Doleschallia scotina ingår i släktet Doleschallia och familjen praktfjärilar. Inga underarter finns listade i Catalogue of Life.